# Endoxyla cinereus
Endoxyla cinereus is een vlinder uit de familie van de Houtboorders (Cossidae). De soort is voor het eerst wetenschappelijk beschreven als Cossus cinereus door Johann Gottlieb Otto Tepper in een publicatie uit 1890.
De spanwijdte bedraagt bij het vrouwtje ongeveer 23 centimeter en bij het mannetje 11 centimeter.
De soort komt voor in Australië.
De rupsen leven op soorten van het geslacht Eucalyptus (Myrtaceae).